# راکوول

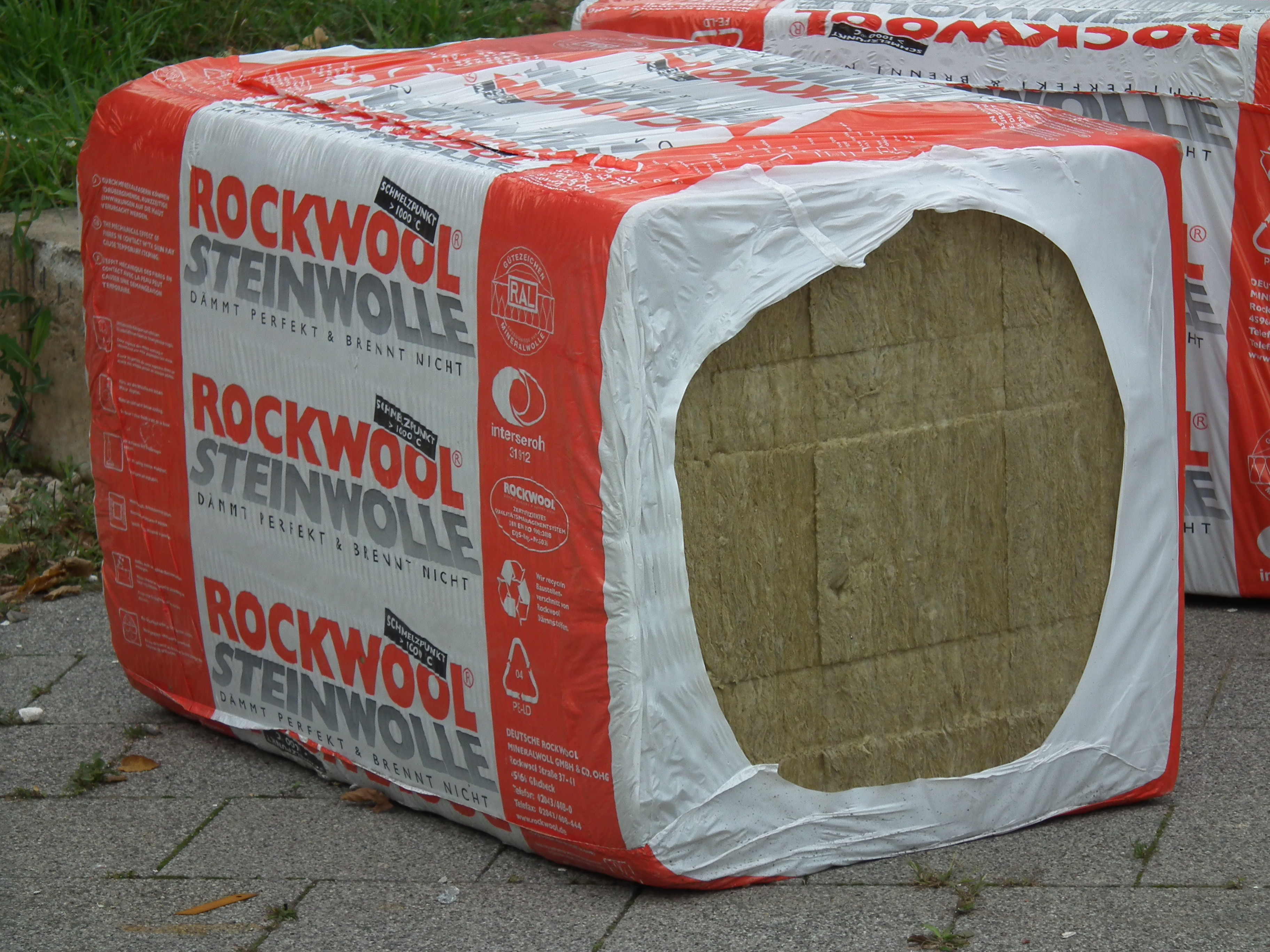
راکوول

راکوول (انگلیسی: Rockwool) شرکت مصالح ساختمانی دانمارکی است، که در سال ۱۹۰۹ تأسیس شد.